# Sede titolare di Edessa di Osroene dei Greco-Melchiti
Edessa di Osroene dei Greco-Melchiti (in latino: Edessena in Osrhoëne Graecorum Melkitarum) è una sede titolare arcivescovile della Chiesa cattolica.
La sede è vacante dal 29 aprile 2011.

## Cronotassi degli arcivescovi titolari
- Gereteo (Giovanni) Stay, O.S.B.M. † (10 settembre 1716 - ?)
- Néophytos Edelby, B.A. † (24 dicembre 1961 - 6 marzo 1968 nominato arcieparca di Aleppo)
- Boutros Raï, B.A. † (9 settembre 1968 - 27 febbraio 1988 nominato eparca di Nostra Signora del Paradiso di Città del Messico)
- Salim Ghazal, B.S. † (22 giugno 2001 - 29 aprile 2011 deceduto)